# وليام أوفلين
ويليام أنتوني «بيل» أوفيلين (بالإنجليزية: William Anthony "Bill" Oefelein)‏ (مواليد 29 مارس 1965 في فورت بلفوير، فيرفاكس، فرجينيا، الولايات المتحدة) رجل أعمال أمريكي وطيار اختبار وضابط بحري ورائد فضاء في ناسا سابق حيث قام برحلة على متن رحلة فضائية واحدة فقط على متن مكوك الفضاء إس تي إس-116.
نشر في الخارج إلى الخليج العربي كطيار مقاتل على الطائرة من طراز إف/إيه-18 هورنت للمشاركة في حرب الخليج الثانية.
اكتسب أوفيلين اهتمام وسائل الاعلام يوم 5 فبراير 2007 عندما تم القبض على زميلته رائدة الفضاء ليزا نواك في فلوريدا واتهمت بمحاولة اختطاف صديقته النقيب في القوات الجوية الأمريكية كولين شيبمان. اعترفت نواك في وقت لاحق بالذنب لجناية السطو وجنحة الضرب. اعترف أوفيلين بإقامة علاقة غرامية لمدة عامين مع نواك وأصبح أوفيلين ونواك أول رائدي فضاء يفصلا من وكالة ناسا. بعد الفصل من الخدمة أنشأت ناسا أول مدونة لقواعد سلوك رواد الفضاء.